# 浜松市立城北小学校
浜松市立城北小学校（はままつしりつ じょうほくしょうがっこう）は、静岡県浜松市中央区住吉一丁目にある公立小学校。

## 沿革

### 浜松市立北部中学校時代
- 1924年（昭和9年） - 遠江商業学校として、2階建2棟及び付属建物が同場所に新築されている。
- 1947年（昭和22年）4月1日 - 浜松市住吉町67番地（当時）浜松市立城北国民学校の校地と校舎の一切を本校に充当し、浜松市立北部中学校として開校する。
- 1950年（昭和25年）1月20日 - 同地に新校舎落成（140坪）。
- 1955年（昭和30年）8月30日 - 浜松市名残町へ浜松市立北部中学校の新校舎を建設し、同地に移転する。

### 浜松市立城北小学校開校後
- 1955年（昭和30年）4月1日 - 浜松市立北部中学校の移転後、追分校区より和地山町、曳馬校区より住吉町、富塚校区より和合・馬生地区が分離統合され、浜松市立城北小学校として創立される。
- 1965年（昭和40年） - 鉄筋3階校舎6教室及び機械室・電気室竣工。鉄筋3階校舎の西側6教室・物置を新築し、講堂を撤去。
- 1970年（昭和45年） - この年から1974年（昭和49年）にかけて、3棟西側6教室、鉄筋3階校舎及び第2・3棟の西側廊下撤去し、鉄筋4階南校舎竣工（第1～3期工事）。体育館・付属雑庫完成。
- 1975年（昭和50年） - この年から1978年（昭和53年）にかけて、正門拡張工事、校舎2･3階手洗い場新設、中庭教材花壇設置、農機具庫新設、夜間照明設備設置、大・小プールが完成。
- 1979年（昭和54年） - この年から1982年（昭和57年）にかけて、前庭舗装、花壇周辺整備と校歌碑設置。中庭・築山完成。
- 1983年（昭和58年） - この年から1986年（昭和61年）にかけて、社会体育器具庫新設、図書室・準備室を改築。足洗い場新設。
- 1987年（昭和62年） - この年から翌年にかけて、運動場周囲フェンス改修。北校舎防音工事完了（防衛庁）。
- 1989年（平成元年） - この年から翌年にかけて、南校舎防音工事完了（防衛庁）。孔雀小屋うさぎ遊び場柵完成。
- 1992年（平成4年） - この年から1994年（平成6年）にかけて、北校舎消火栓装置・飼育小屋・体育館通路を新設。北校舎屋上高架水槽完成。
- 1996年（平成8年） - この年から翌年にかけて、うさぎ小屋改修・北校舎トイレ改修、高架水槽・受水槽改修。
- 1998年（平成10年） - 運動場トイレ新築。
- 1999年（平成11年） - 空調設備設置（校長室・職員室・保健室）、体育器具庫改築。
- 2000年（平成12年） - 中庭雑庫新築し、家庭科室調理台と北校舎トイレを改修。
- 2001年（平成13年） - 北雑庫新築、ランチルームが完成し、なかよし館・ふれあい教室新設。
- 2002年（平成14年） - 体育館内装塗装。
- 2003年（平成15年） - 南校舎電気集中管理改修、校舎内LAN工事、トイレを一部洋式に改修。
- 2004年（平成16年） - 正門改修工事。
- 2005年（平成17年） - 創立50周年記念事業実施。給食門改修工事。
- 2006年（平成18年） - 絵本ランド開設。
- 2007年（平成19年） - 南北校舎東階段手すり工事。
- 2008年（平成20年） - 北校舎耐震と正門改修の両工事実施。
- 2009年（平成21年） - 南校舎耐震工事。
- 2010年（平成22年） - 南校舎屋上防水工事。
- 2012年（平成24年） - 北校舎トイレ改修工事。
- 2013年（平成25年） - 給食室北側漏水改修工事。
- 2014年（平成26年） - 南校舎外壁塗装工事。
- 2015年（平成27年） - 創立60周年記念事業実施。
- 2017年（平成29年） - プール塗装工事。運動場の松伐採。
- 2018年（平成30年） - プールフェンスと的当板を改築。体育館外壁塗装。
- 2019年（令和元年） - 防災用スピーカー設置。中庭樹木伐採。
- 2020年（令和2年） - 教室空調機設置。体育館トイレを男女別に分ける。4学年教室のロッカーを改築。
- 2021年（令和3年） - 発達支援学級（知的）新設工事。会議室を移設。運動場排水工事。

## 概要

### 学校キャラクター
- 2008年度 - 「じょじょじょの鬼太郎」
- 2009年度 - 「好奇心」
- 2010年度‐「カリスマ4」
- 2011年度‐「城北元気ッズ」

### 特記事項
- 航空自衛隊浜松基地に近いため、防衛施設周辺における防音工事補助事業の対象となっている。
- この学区地区は近くに学校が多く、移転新築した浜松市立城北図書館等で文教地区となっている。

## 主な卒業生
鈴木繭菓（元歌手、元女優、元グラビアアイドル） - 1994年3月卒業

## 学校行事
- 4月 - 入学式、遠足
- 5月 - 運動会
- 6月 - バレーボール交流会
- 7月 - 保健委員会イベント、防犯教室、30分間回泳
- 8月
- 9月 - 林間学校（5年）
- 10月 - 情報委員会イベント、リレー大会
- 11月 - 図書委員会イベント
- 12月 - 長縄8の字跳び大会、　市定着度調査、クリスマスコンサート
- 1月 - 県定着度調査、ふれあいコンサート、ニューイヤーコンサート、給食委員会イベント、持久走記録会
- 2月 - 運営委員会イベント
- 3月 - 6年生を送る会、卒業証書授与式

## 通学区域と進学先中学校
出典

### 通学区域
- 浜松市中央区
  - 住吉1丁目
  - 住吉2丁目
  - 住吉3丁目
  - 住吉4丁目
  - 住吉5丁目
  - 和地山1丁目（1番と2番を除く)
  - 和地山2丁目
  - 和地山3丁目
  - 和合町（和合町自治会(馬生)）

### 進学先中学校
- 浜松市立北部中学校 - 和地山地区・和合地区から通う児童の主な進学先
- 浜松市立高台中学校 - 住吉地区から通う児童の主な進学先

## 通級区域
城北小学校には、発達障害（LD・ASD・ADHD）の児童のための通級指導教室が設置されており、以下の地域が通学区域となっている。
- 竜禅寺小、双葉小、船越小、東小、富塚小、富塚西小、萩丘小、 泉小、追分小、広沢小、花川小、瑞穂小、葵が丘小、初生小、葵西小、 中部小、佐鳴台小、曳馬小、上島小、三方原小、城北小学区

## アクセス
- 遠鉄バス富塚じゅんかん・泉高丘線 ｢浜松学院大住吉西｣停留所から、徒歩3分

## 周辺
- 浜松学院大学附属幼稚園
- 浜松市立住吉公園
- 聖隷コミュニティケアセンター
- 聖隷浜松病院
- 聖隷健康診断センター
- 倉内医院 - 聖隷健康診断センターと浜松市道をはさんで隣接。
- 国道257号
- 浜松和地山郵便局

## 外部ページ
- 浜松市立城北小学校